# Sepa (bướm nhảy)
Sepa là một chi bướm ngày thuộc họ Bướm nâu.